# Czerkiesy (Podlachie)
Pour les articles homonymes, voir Czerkiesy.
Czerkiesy est un village de Pologne, situé dans la gmina d'Augustów, dans le Powiat d'Augustów, dans la voïvodie de Podlachie.

## Source
- (en) Cet article est partiellement ou en totalité issu de l’article de Wikipédia en anglais intitulé « Czerkiesy, Podlaskie Voivodeship » (voir la liste des auteurs).